# 상원초등학교 (부천시)
상원초등학교는 대한민국 경기도 부천시에 있는 공립 초등학교이다.

## 학교 연혁
- 2002년 10월 2일 :개교

1대 교장:민충기(2002년~2015년 2월)
2대 교장:이보옥(2015년 3월~현재)

## 참고 자료
- 상원초등학교 - 한국교육학술정보원 학교알리미